# サン・ジェルマーノ・ヴェルチェッレーゼ
サン・ジェルマーノ・ヴェルチェッレーゼ（伊: San Germano Vercellese）は、イタリア共和国ピエモンテ州ヴェルチェッリ県にある、人口約1,500人の基礎自治体（コムーネ）。

## 地理

### 位置・広がり
| 隣接するコムーネは以下の通り。 - カザノーヴァ・エルヴォ - クローヴァ - オルチェネンゴ - サラスコ - サンティア - トロンツァーノ・ヴェルチェッレーゼ - ヴェルチェッリ |